# Maria Caniglia
Maria Caniglia (ur. 5 maja 1905 w Neapolu, zm. 15 kwietnia 1979 w Rzymie) – włoska śpiewaczka, sopran.

## Życiorys
Ukończyła Conservatorio di Musica S. Pietro a Majella w Neapolu. Na scenie zadebiutowała w 1930 roku, występując w Teatro Regio w Turynie jako Chrizotemida w Elektrze Richarda Straussa i w mediolańskiej La Scali jako Maria w Lo straniero Ildebrando Pizzettiego. Kreowała role Manueli w La notte di Zoraima Italo Montemezziego (Mediolan 1931) i Rosanny w Cyrano de Bergerac Franco Alfano (Rzym 1936). Wystąpiła w roli tytułowej podczas prapremiery opery Ottorino Respighiego Lucrezia (Mediolan 1937). Występowała w londyńskim Covent Garden Theatre (1937, 1939, 1950). W 1939 roku rolą Desdemony w Otellu Giuseppe Verdiego debiutowała na deskach nowojorskiej Metropolitan Opera. W jej repertuarze znajdowały się role m.in. z oper Belliniego, Verdiego, Pucciniego i Wagnera. W 1957 roku zakończyła karierę sceniczną.
Jej mężem od 1939 roku był włoski kompozytor Pino Donati.